# Липники (Ивано-Франковская область)
Липники (укр. Липники) — село в Матеевецкой сельской общине Коломыйского района Ивано-Франковской области Украины.
Население по переписи 2001 года составляло 87 человек. Занимает площадь 0,6 км². Почтовый индекс — 78290. Телефонный код — 03433.